# Pulau Kakarutan
Pulau Kakarutan är en ö i Indonesien.   Den ligger i provinsen Sulawesi Utara, i den nordöstra delen av landet, 2 600 km nordost om huvudstaden Jakarta. Arean är 0,73 kvadratkilometer.
Terrängen på Pulau Kakarutan är lite kuperad. Öns högsta punkt är 75 meter över havet. Den sträcker sig 1,3 kilometer i nord-sydlig riktning, och 0,8 kilometer i öst-västlig riktning.